# Economia do Turquemenistão
O Turquemenistão é um país predominantemente desértico, com uma agricultura intensiva em oásis irrigados, e com vastas reservas de petróleo e gás natural. Metade de sua área irrigada é plantada com algodão, do qual o país já foi o 10º produtor mundial. Colheitas fracas nos últimos anos levaram a um declínio da produção em quase 50%.
Com um regime ex-comunista autoritário no poder, e com uma estrutura social baseada em tribos, o Turquemenistão tem adotado reformas econômicas com cautela, e espera apoiar-se nas exportações de gás natural e de algodão para sustentar sua ineficiente economia. As metas de privatização são limitadas. Entre 1998 e 2005 o país sofreu com a falta de vias adequadas para exportar gás natural e com a necessidade de pagar os juros de uma grande dívida externa de curto prazo.  Ao mesmo tempo, no entanto, as exportações totais do país cresceram cerca de 15% ao ano entre 2003-2006, principalmente devido aos altos preços externos do gás natural e do petróleo. Novos gasodutos, que começaram a operar no final de 2009 ou início de 2010 darão ao país novas vias de exportação para seu gás.
As perspectivas gerais do país no curto prazo são desencorajadoras, devido à vasta pobreza interna, à corrupção endêmica, a um sistema educacional ruim, ao mau uso das receitas de exportação por parte do governo, e a falta de vontade de Ashgabat em adotar reformas econômicas de mercado. Além disso, a recessão global e uma disputa contratual com a Rússia virtualmente paralisaram as exportações pela principal rota de gasodutos durante 9 meses, forçando uma retração da economia do país em 2009.
Até há algum tempo, as estatísticas econômicas turcomenas eram segredos de estado. O atual governo criou uma agência para elaborar estatísticas, porém o PIB e outros indicadores ainda são estimados com grandes margens de erro. É particularmente desconhecida a taxa de crescimento do PIB. A plataforma eleitoral do presidente Berdimuhamedow incluía planos de construção de um gasoduto em direção à China, o término da estrada de ferro Amu Daria na província de Lebap, e a criação de zonas especiais de comércio de fronteira no sul. Desde sua posse, o governo já unificou a taxa de câmbio do manat, ordenou a redução do subsídio à gasolina, e iniciou o desenvolvimento de uma zona de turismo no Mar Cáspio. Entretanto, apesar do investimento externo ser encorajado, inúmeros obstáculos burocráticos impedem as atividades econômicas estrangeiros.

## Comércio exterior
Em 2017, o país foi o 101º maior exportador do mundo (US $ 7,3 bilhões). Já nas importações, em 2019, foi o 150º maior importador do mundo: US $ 2,6 bilhões.

## Setor primário

### Agricultura
O Turcomenistão produziu, em 2019:
- 1,5 milhão de toneladas de trigo;
- 582 mil toneladas de algodão;
- 356 mil toneladas de tomate;
- 315 mil toneladas de batata;
- 263 mil toneladas de melancia;
- 246 mil toneladas de uva;
- 245 mil toneladas de beterraba, que serve para produzir açúcar e etanol;
- 130 mil toneladas de arroz;
- 74 mil toneladas de cebola;
- 71 mil toneladas de cenoura;
- 66 mil toneladas de maçã;
- 34 mil toneladas de damasco;

Além de outras produções de outros produtos agrícolas.

### Pecuária
Em 2019, o Turcomenistão produziu 1,7 bilhão de litros de leite de vaca, 146 mil toneladas de carne bovina, 128 mil toneladas de carne de cordeiro, 20 mil toneladas de carne de frango entre outros.

## Setor secundário

### Indústria
O Banco Mundial lista os principais países produtores a cada ano, com base no valor total da produção. Pela lista de 2004, o Turcomenistão tinha a 126ª indústria mais valiosa do mundo (US $ 1,3 bilhões).
Em 2018, o país foi o 12º maior produtor mundial de lã e de óleo de algodão.

### Mineração
Em 2019, o país era o 3º maior produtor mundial de iodo.

### Energia
Nas energias não-renováveis, em 2020, o país era o 35º maior produtor de petróleo do mundo, com uma produção de 184,5 mil barris/dia. Em 2011, o país consumia 145 mil barris/dia (66º maior consumidor do mundo)  Em 2012 o país era o 45º maior exportador de petróleo do mundo (67 mil barris/dia). Em 2015, o Turcomenistão era o 10º maior produtor mundial de gás natural, 83,7 bilhões de m3 ao ano. Em 2019 o país era o 32º maior consumidor de gás, 31,5 bilhões de m3 ao ano, e em 2015 era o 8º maior exportador de gás do mundo, 40,3 bilhões de m3 ao ano.
Nas energias renováveis, em 2020, o Turcomenistão não tinha energia eólica nem energia solar.